# Nyankezi
Nyankezi är ett vattendrag i Burundi.   Det ligger i provinsen Karuzi, i den centrala delen av landet, 80 km nordost om huvudstaden Bujumbura.
Omgivningarna runt Nyankezi är en mosaik av jordbruksmark och naturlig växtlighet. Runt Nyankezi är det tätbefolkat, med 343 invånare per kvadratkilometer.